# Брненски змај
Брненски змај је назив за препарираног крокодила који виси на плафону у улазу у Стару градску скупштину у Брну.
Његова кожа потиче од амазонског крокодила.
То је све од података који се поуздано знају о њему.

## Порекло змаја
О пореклу змаја круже разне гласине.
Према једној од њих, змај је већ донесен препариран.
Према другим, крокодил је живео у реци Свратка која протиче кроз Брно.
Најчешће се спомиње да је крокодила Брну поклонио маркгроф Матеј 1608. године.
О томе постоји извештај из 1749. године.
Ипак, вероватније је да је змај био у Брну и пре 1608. године јер у архиви Брна постоје документи да је змај рестауриран и чишћен од црва године 1578.-1579.
У самој градској скупштини тврде да је змај поклон турских гласника краљу Матеју Другом донет 1609. године.
По другим причама, крокодил је пронађен током зидања града Трутнова у северној Чешкој. Крокодил је убијен и препариран. То се одиграло око 1006. године. На скупштини 1024. године, крокодил је поклоњен Брну.
Такође се говори да су змаја донели витезови из крсташких ратова.

## Имена на другим предметима
- воз
- врста пива из пиваре Старобрно
- мото-трка на Масариковој стази
- периодични магазин који се издаје у Брну
- бејзбол клуб Брненски змајеви
- рагбиклуб Драгон Брно
- врста јела од меса
- такмичење пластичних модела у Брну